# Danmarksmesterskab (svømning)
 For alternative betydninger, se Danmarksmesterskab (flertydig). (Se også artikler, som begynder med Danmarksmesterskab)
Danmarksmesterskaberne i svømning er en række svømmestævner hvor svømmere fra Danmark konkurrerer med hinanden om at blive de bedste i landet. Der afholdes danmarksmesterskaber hvert år. De egentlige danmarksmesterskaber, hvor alle må deltage er fordelt på tre forskellige stævner:
- DM på kortbane (25 m bassin)
- DM på langbane (50 m bassin)
- DM for hold

Ved DM på kortbane og langbane konkurreres der i forskellige discipliner, og der findes en danmarksmester i hvert disciplin. Der er en række kravtider for hver disciplin som en svømmer skal have svømmet under for at kvalificere sig til deltagelse i DM.
Ved DM for hold konkurrerer svømmeklubberne i Danmark i mod hinanden om at blive Danmarks bedste klubhold.
Der er også danmarksmesterskaber, hvor der er begrænsninger på hvem der må deltage:
- DM på kortbane for juniorer (svømmes sideløbende med det regulære DM)
- DM på langbane for juniorer (svømmes sideløbende med det regulære DM)
- DM for årgangssvømmere
- Hold-DM for årgangssvømmere
- DM på kortbane for mastersvømmere (25 år og ældre)
- DM på langbane for mastersvømmere

Ved DM for mastersvømmere er der ingen kravtider, dog skal en svømmer fylde 25 år i det år stævnet finder sted.
Danmarksmesterskaberne arrangeres af Dansk Svømmeunion

## Ekstern henvisning
- Dansk Svømmeunions hjemmeside

| Sport | Spire Denne artikel om sport er en spire som bør udbygges. Du er velkommen til at hjælpe Wikipedia ved at udvide den. |